# Clayton Lake State Park (New Mexico)
Der Clayton Lake State Park ist ein State Park 24 km nordwestlich von Clayton im Union County des US-Bundesstaates New Mexico. Das Gebiet ist von Clayton über die State Route 370 erreichbar. Der Park liegt auf einer Höhe von 1580 m.

## Geschichte
Der Seneca Creek wurde in den 1950er Jahren durch den Bau eines Staudamms zum Clayton Lake aufgestaut. Der Staudamm hat eine Höhe von 28 m, Kronen-Breite von 46 m und umfasst 300.000 m³. Der Clayton Lake hat eine Oberfläche von 69 ha. 1955 wurde das Seegebiet von der „State Game and Fish Commission“ als Erholungsgebiet deklariert. Seit 1967 ist es als offizieller State Park ausgewiesen. 1982 wurde durch ein Hochwasser die oberste Bodenschicht des 46 m breiten Überlastungsüberlaufes weggeschwemmt. Dabei wurde eine Gesteinsschicht der Dakota-Group mit rund 500 Dinosaurier-Trittsiegeln freigelegt.

## Geologie

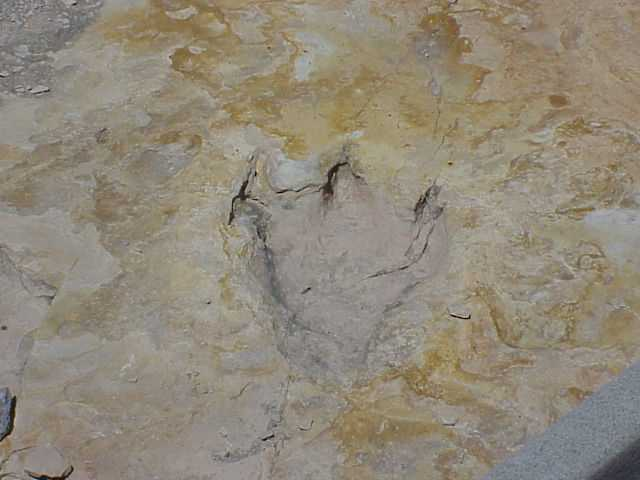
Versteinerter Fußabdruck eines dreizehigen Dinosauriers im Clayton Lake State Park

Die Dakota-Formation besteht aus einer Gesteinsschicht, die sich entlang der Küstenlinie des Western Interior Seaway gebildet hat. An dieser Küste führten wandernde Saurier zu einer so dichten Anhäufung an Fußspuren, wie sie heute am Überlauf des Clayton Lakes zu sehen sind. Der größte der dreizehigen Abdrücke ist 30 cm lang und wird dem ornithipoden Caririchnium zugeordnet. Die meisten Spuren stammen von Iguanodon. Andere Spuren wurden ursprünglich Flugsauriern zugeordnet, konnten aber später als Krokodilspuren identifiziert werden. 55 Spuren von Ornithopoden verlaufen parallel in nördliche Richtung, an derselben Stelle gibt es auch zehn Spuren von größeren Ornithopoden, die sich in südliche Richtung bewegt haben. Eine Schlussfolgerung aus den parallelen Spuren unterschiedlicher Spezies und derselben Spezies mit unterschiedlichem Alter artikuliert sich in einem Dinosaur Freeway mit Migration in beiden Richtungen.

## Fauna
Der Clayton Lake ist unter Angler und Sportfischern beliebt wegen seiner Forellen, Welsartigen, Barschen und Glasaugenbarschen. Für Zugvögel stellt das Seegebiet einen wichtigen Rastplatz dar. Kanadagänse, Weißkopfseeadler und verschiedene Entenvögel wie Stockenten oder Spießenten sind als Zugvögel oder auch Standvögel zu sehen. Des Weiteren kommen im State Park auch Truthühner, Hirsche, Wapiti, Bären, Kojoten, Luchse und Pumas vor.

## Flora
Die Vegetation rund um den See und an den Hügeln weist verschiedenen Goldrutenarten wie Kanadische Goldrute, Riesen-Goldrute, Solidago mollis, Solidago spathulata, Solidago wrightii auf. Weiterhin besiedeln Schokoladenblume, Zweizähne, Eupatorium album, Gaillardia pulchella, Helianthus petiolaris und
Heterotheca villosa das Gebiet. Rainfarn, Melampodium leucanthum, Rudbeckia pinnata, Ratibida tagetes, Löwenzahn, Großer Bocksbart, Zinnia acerosa sind genauso anzutreffen wie Windengewächse, Buschige Prunkwinde, Weißrand-Wolfsmilch, Dalea candida, Violetter Prärie Klee, Dalea purpurea, Luzerne, Melilot, Minzen und Lein.

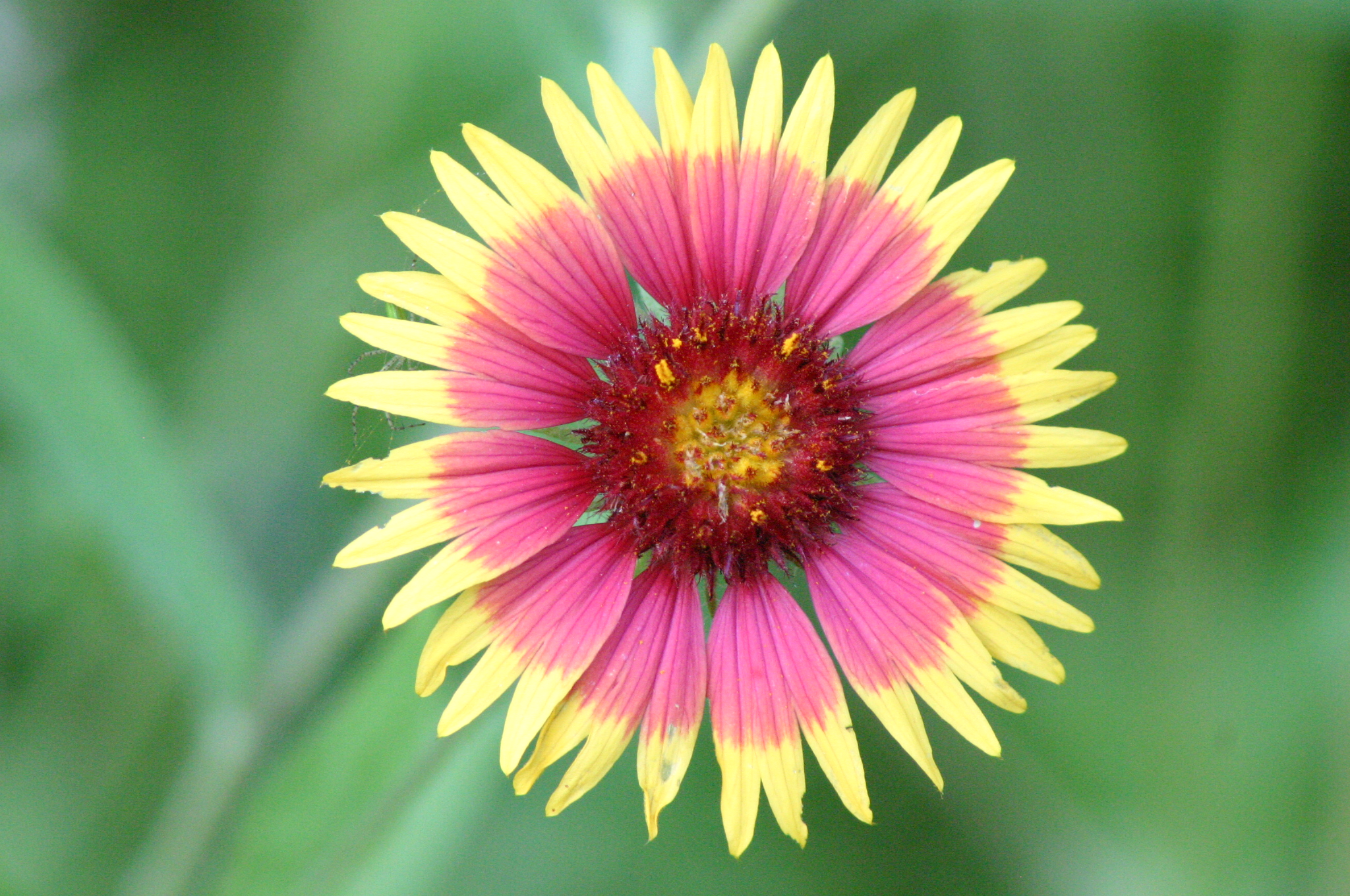
Gaillardia pulchella
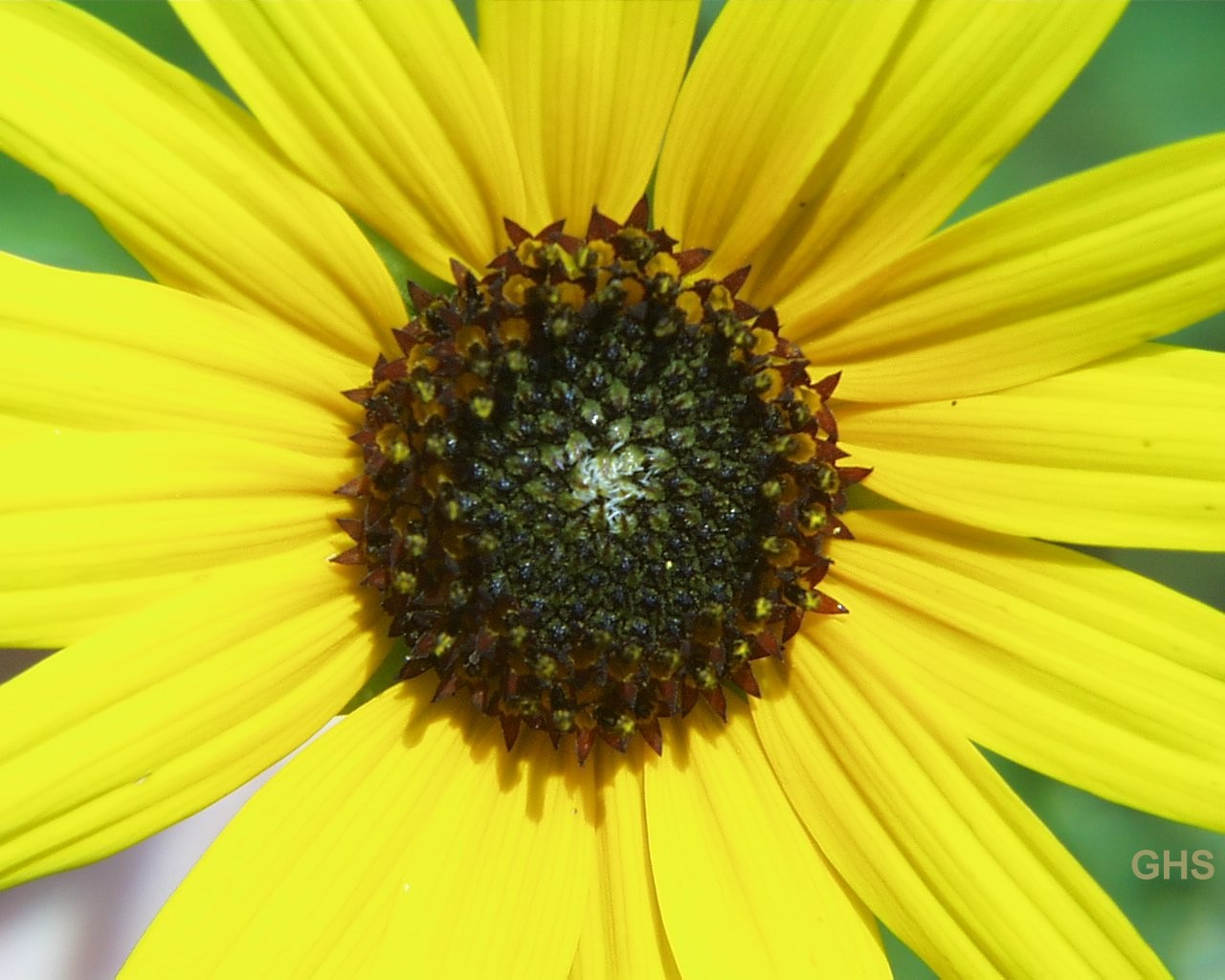
Helianthus petiolaris
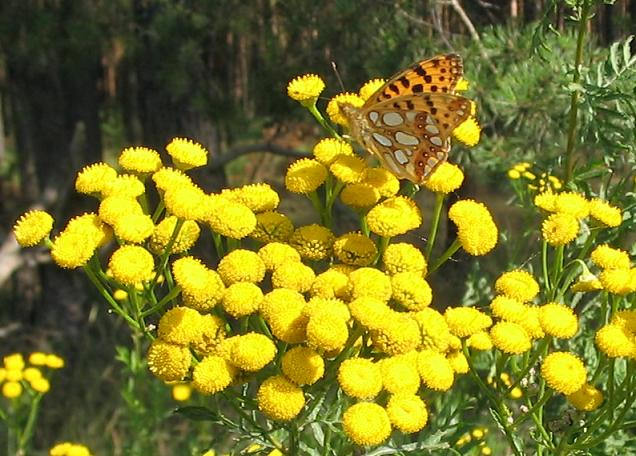
Rainfarn
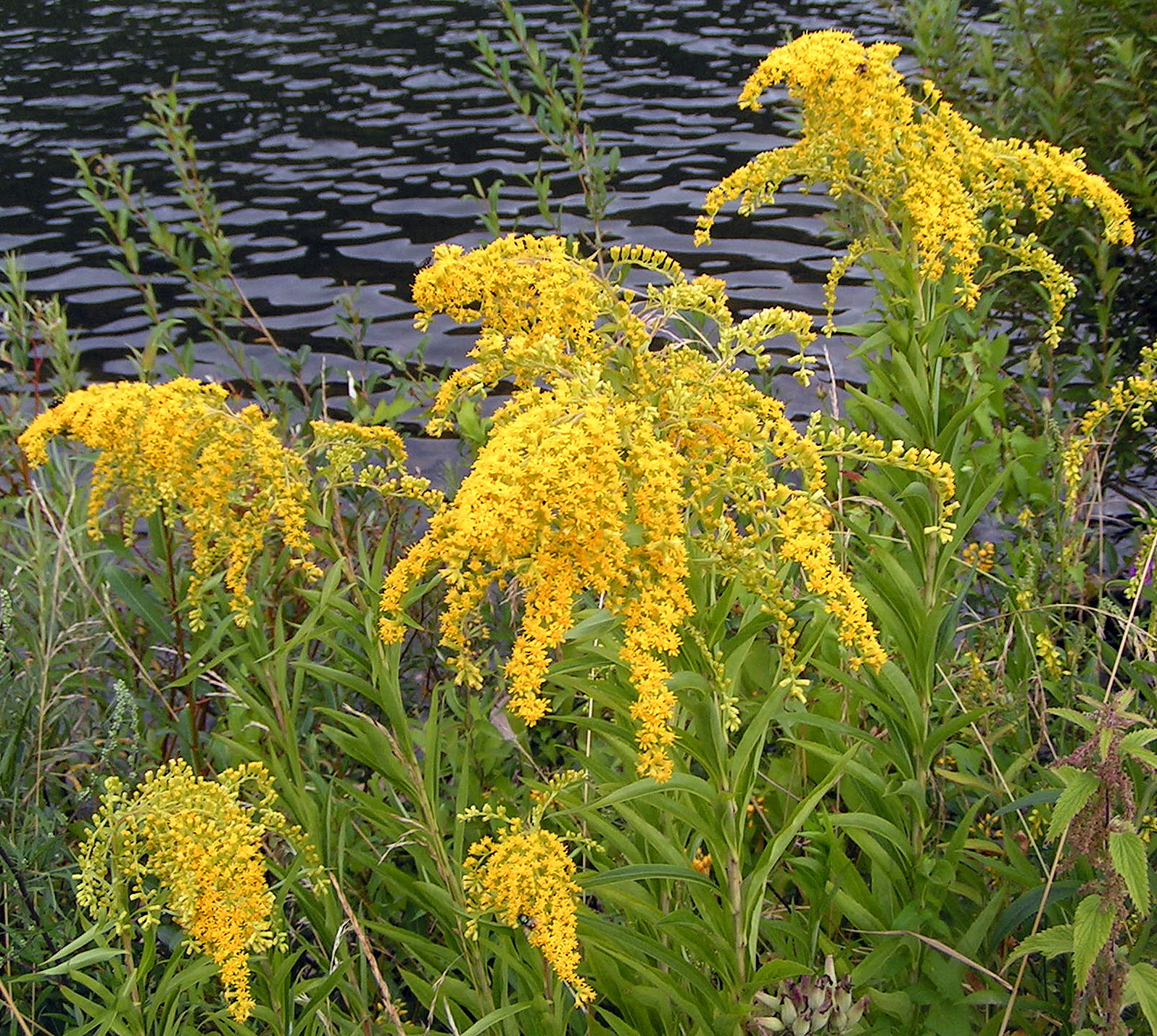
Riesen-Goldrute
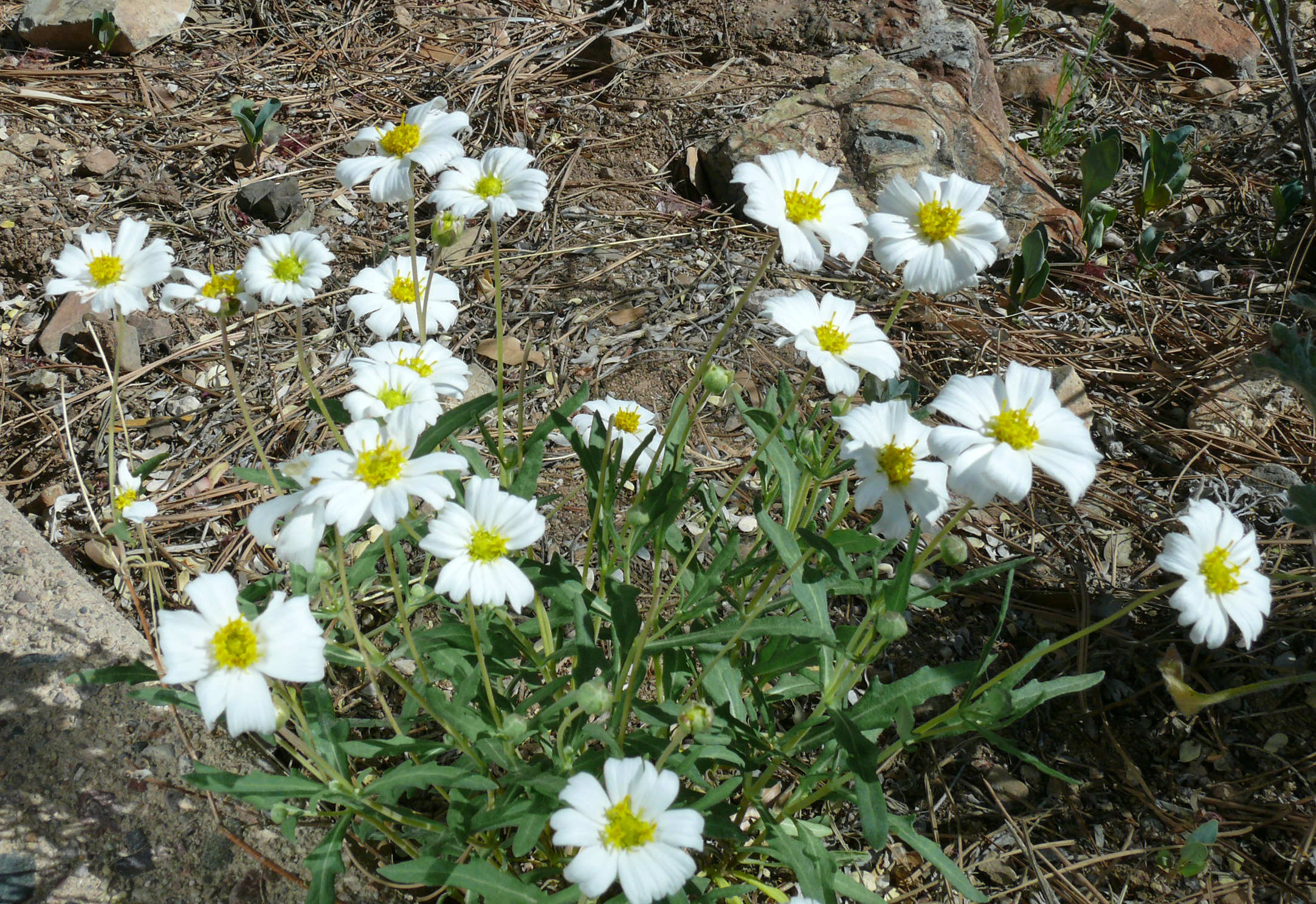
Melampodium leucanthum
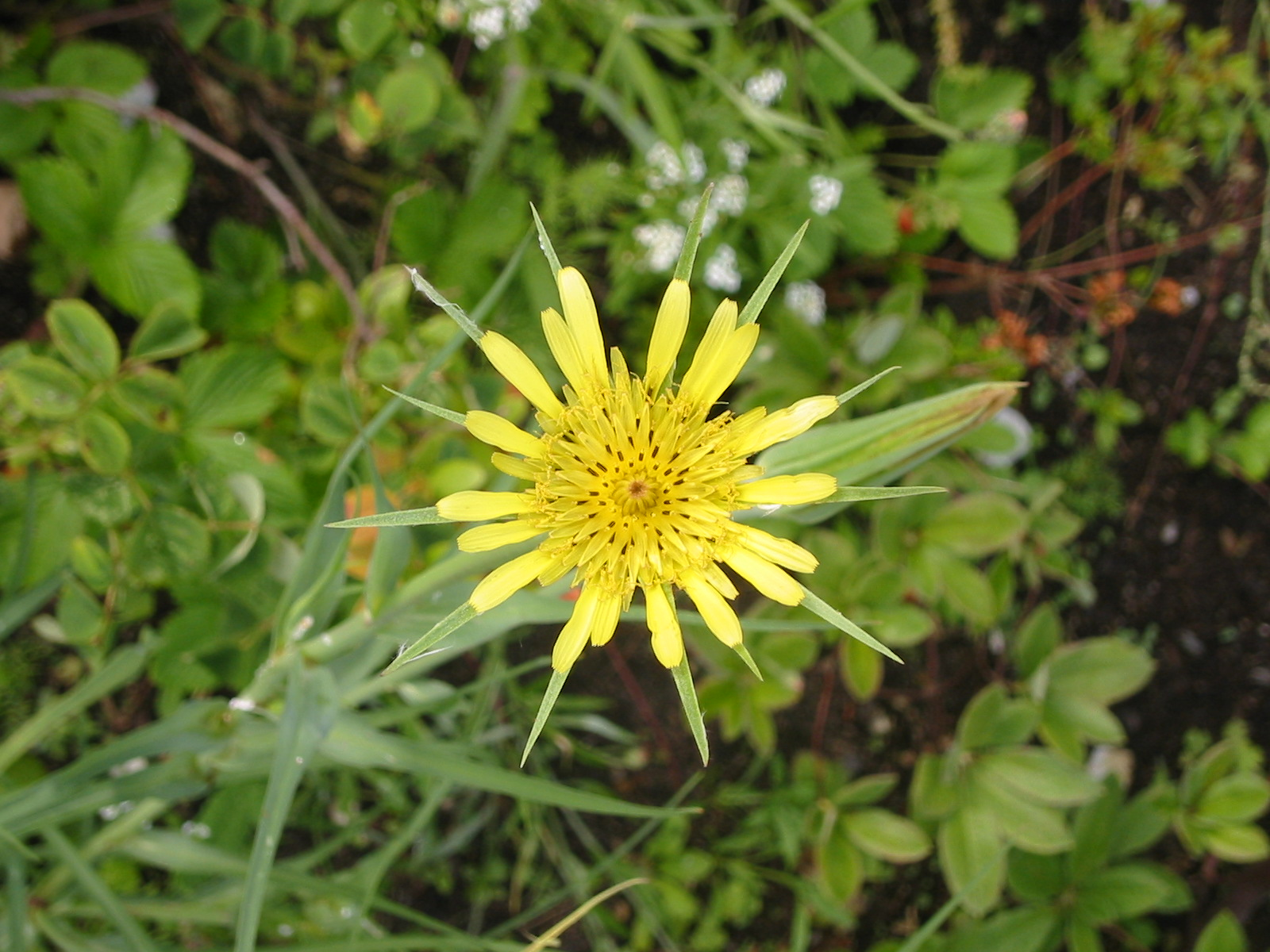
Großer Bocksbart
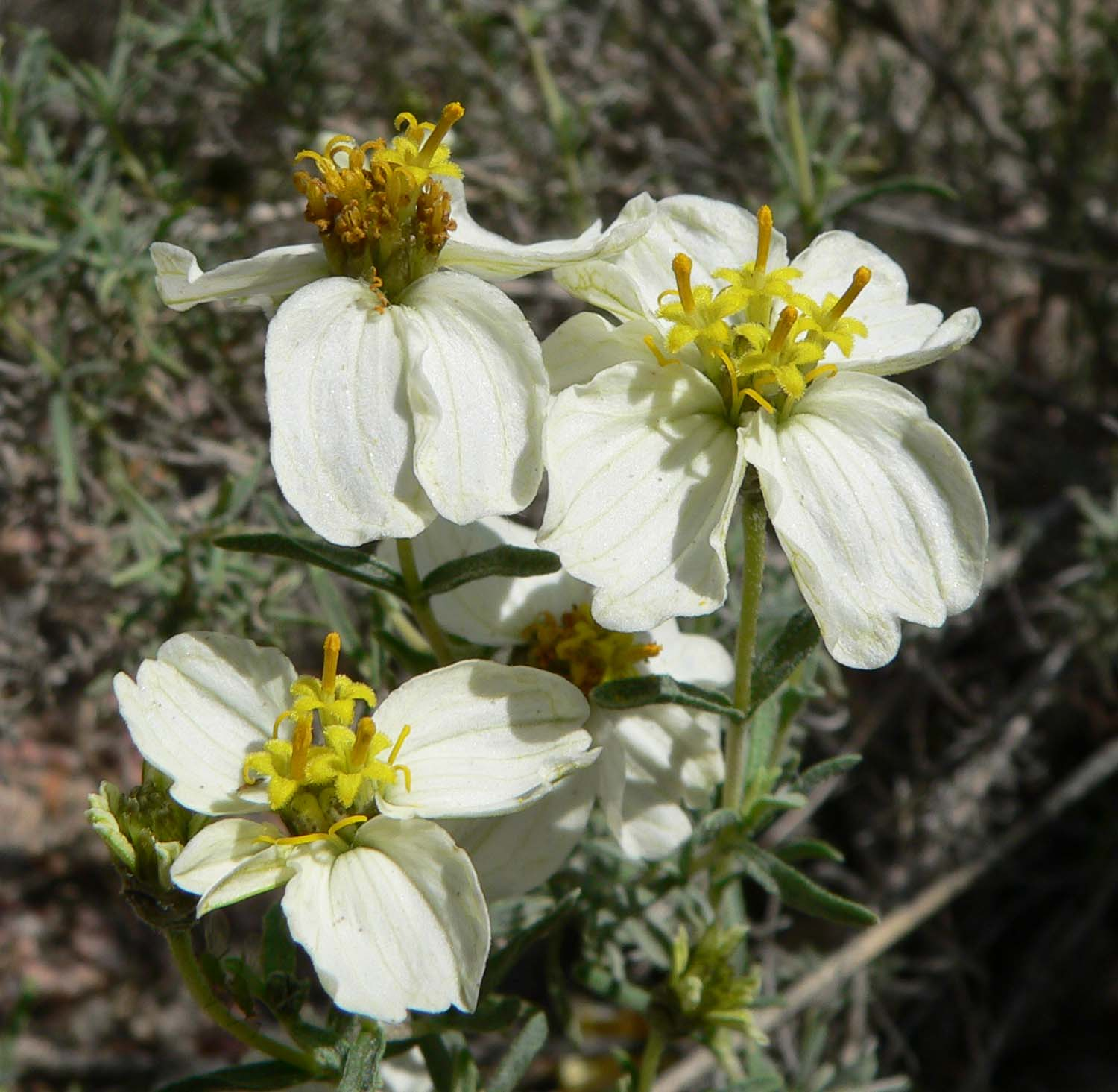
Zinnia acerosa

## Astronomie
Der Clayton Lake State Park wurde als zweiter State Park in New Mexico mit einer Sternwarte für astronomische Beobachtungen ausgestattet, dem Star Point Observatory. Das Gebäude ist mit einem gewölbten Dach ausgestattet, das sich komplett auf eine Seite wegrollen lässt. Die astronomische Ausrüstung besteht aus einem computergesteuerten Meade RCX400 Teleskop mit einer 12-Zoll-Öffnung.
Die International Dark-Sky Association hat 2010 dem Goldendale Observatory State Park eine Auszeichnung in Silber verliehen, während Gold an den Clayton Lake State Park ging. Beide State Parks wurden in die Liste der International Dark Sky Parks aufgenommen.